# 50501
50501 (originalmente una abreviatura de «50 protestas, 50 estados, un día») es un movimiento ciudadano creado para manifestarse en contra de las políticas y acciones de la segunda administración de Donald Trump en Estados Unidos.
El colectivo organizó una primera manifestación nacional el 5 de febrero de 2025 y una segunda el 17 de febrero del mismo año. Miles de personas participaron en ambas protestas, reuniéndose frente a los edificios del capitolio estatales y los ayuntamientos. La próxima protesta nacional está prevista para el 4 de marzo de 2025.
Impulsado por el activismo de base, el movimiento "50501" se ha extendido rápidamente en redes sociales, con hashtags como #buildtheresistance y #50501, que promueven la participación en plataformas como Instagram, Reddit, Bluesky, Discord y Signal.